# Jeromonach

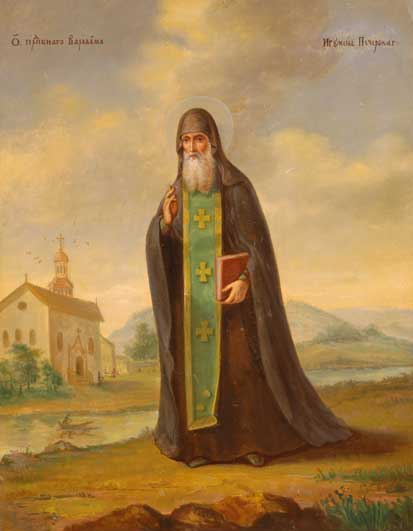
Svatý Barlaam z Kyjevskopečerské lávry, oděn mnišským hábitem a kněžským epitrachelionem.

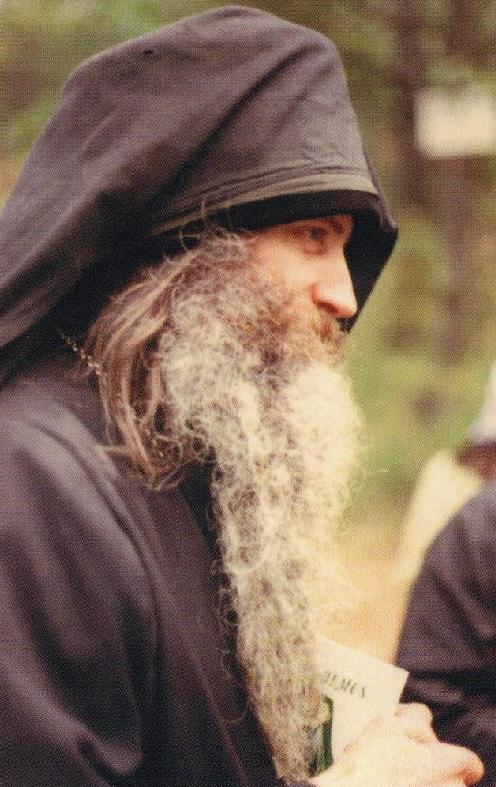
Americký jeromonach Serafim Rose

Jeromonach (řecky: Ἱερομόναχος, Ieromonachos; církevně slovansky: jeromonach), je označení pro mnicha, který je zároveň vysvěcen na kněze, užívané v pravoslavné a řeckokatolické církvi.

## Charakteristika
Jeromonachem se může stát buď mnich, který byl rukopoložen na kněze, a nebo kněz, který přijal mnišské postřižení. Když pravoslavnému knězi zemře manželka (nazývaná presbytera nebo mátuška), stává se pak často jeromonachem – protože církevní kánony zakazují kněžím uzavření druhého manželství.
Svěcení mnicha na kněze je v pravoslavném mnišském prostředí spíše výjimkou, než pravidlem, v monastýru je zpravidla pouze tolik jeromonachů a jerodiákonů, kolik je potřeba k provádění každodenních liturgií.
V církevní hierarchii stojí jeromonach nad jerodiákonem, stejně tak jako (ženatý) kněz je výše, než diákon. Postavením výše než jeromonach je igumen a archimandrita.

## Oslovování
Celým titulem jeromonacha je "otec jeromonach (křestní jméno)". Můžeme ho tedy oslovovat "jeromonachu (jméno)", "otče jeromonachu (jméno)", "otče (jméno)", nebo jednoduše "otče". Stejně jako pravoslavné mnichy, ani jeromonachy neoslovujeme příjmením, ale pouze jménem. V písemném styku, pokud je nutné použít příjmení (např. pro odlišení od jiného otce s týmž křestním jménem), by mělo být příjmení uzavřeno do závorek. Například: "Jeromonach Jan (Novák)". V kulturách, kde se přidává ke jménu patronymum, se mniši nikdy neoslovují patronymem, ale pouze jejich vlastním jménem.

## Západní křesťanství a jiná označení
V některých zemích jsou ženatí duchovní označování "bílý klér", zatímco duchovní z řad mnichů "černý klér" – protože mniši jsou vždy oblečeni do černého oděvu, zatímco ženatí duchovní v některých částech světa nosí bílou (případně šedou, modrou nebo jinak barevnou) sutanu.
V západním křesťanství je kněz, který je zároveň mnichem, označován jako "řeholní kněz", tj. žijící podle řehole.